# Dog Pounded
Dog Pounded is een Amerikaanse korte tekenfilm van Warner Bros. in de serie Merrie Melodies met Tweety en Sylvester in de hoofdrol. De tekenfilm werd in 1953 gemaakt onder regie van Friz Freleng en ging op 2 januari 1954 in première. Mel Blanc sprak alle stemmen in. De titel is een woordspeling op dog pound, oftewel hondenkennel.

## Achtergrond
Dog Pounded ligt in het verlengde van Ain't She Tweet uit 1952; waarin Sylvester tijdens zijn eeuwige jacht op Tweety werd dwarsgezeten door een stel bijtgrage buldogs waaronder vaste vijand Hector. Verder is er een gastrol weggelegd voor Pepé Le Pew die normaliter alleen voorkomt in de tekenfilms van Chuck Jones of een van diens crewleden (uitgezonderd Odor of the Day van Arthur Davis).

## Plot
Sylvester snuffelt in vuilnisbakken, op zoek naar eten. Als de nood het hoogst is hoort hij gezang vanuit een boom aan de andere kant van een hek; hij kijkt naar boven en ziet Tweety. Sylvester lijkt enkele stappen van zijn maaltijd verwijderd; hij dringt het hek binnen, maar beseft niet dat zich daar een hondenkennel bevindt. Sylvester wordt aangevallen en weggejaagd door een leger buldogs dat er overduidelijk op getraind is om Tweety te beschermen tegen roofdieren.
Sylvester geeft niet op en doet de volgende vergeefse pogingen om de honden te omzeilen;
- Koorddansen met een paraplu tussen de lantaarnpaal en de boom. De honden blazen unaniem zijn kant op waardoor Sylvester zijn evenwicht verliest en aan hun genade wordt overgeleverd.
- Een tunnel graven onder het asiel om ongezien bij de boom uit te komen en Tweety te grijpen. De honden zijn hier echter op voorbereid en staan Sylvester op te wachten vanuit hun eigen tunnel. Ze vallen hem aan en jagen hem regelrecht terug naar de ingang. Eenmaal buiten graaft Sylvester de tunnel dicht om zodoende de honden in te sluiten.
- Een hondenkostuum met een slecht zittend masker dat afvalt zodra de honden hun nieuwe 'compagnon' besnuffelen. Sylvester probeert het masker zo onopvallend weer op te zetten, maar de honden weten genoeg of hadden hem al meteen door. De kat weet te ontsnappen, totdat de hondenvanger hem terugbrengt naar 'huis' alwaar hem een verdere aframmeling te wachten staat.
- Sylvester probeert over het hek te klimmen, op het moment dat een van de honden naar buiten komt. Gevolg is dat hij naar beneden valt en wederom wordt toegetakeld, zo blijkt als de hond weer door het hek naar binnengaat.
- Met massahypnose weet Sylvester op wonderbaarlijke wijze de honden stil te krijgen. Hij grijpt Tweety die vervolgens om hulp schreeuwt, zonder dat zijn lijfwachten hem kunnen horen; de formule, zo verklapt Sylvester, is enkel te doorbreken met een politiefluitje. Tweety haalt er een tevoorschijn en staat op het punt erop te blazen, wanneer Sylvester hem in een glas stopt. Tweety prikt hem met een naald in zijn handpalm waarna de honden uit hun trance komen.
- Een verlaten hondenkennel binnentreden; Sylvester klimt de boom in alwaar de honden hem tussen de takken staan op te wachten.
- Sylvester probeert zichzelf met een raket omhoog te schieten, maar blijft zelf op de grond zonder vacht terwijl de raket eigenhandig de lucht ingaat.
- Een schommel; Sylvester hoopt op deze manier zonder kleerscheuren bij de boom te komen. De schommel is echter laagdrempelig waardoor het voor de honden een koud kunstje wordt om met Sylvester af te rekenen.

Zijn laatste poging is bij a geslaagd te noemen; Sylvester vermomt zich als stinkdier door een witte streep op zijn staart aan te brengen en zo de honden de stuipen op het lijf te jagen. Dit plan werkt te goed, want op het moment dat Sylvester Tweety grijpt en weg wil gaan wordt hij vastgehouden door beroepsversierder Pepé Le Pew die hem voor vrouwtjesstinkdier aanziet. Terwijl Sylvester zich aan Pepé probeert te ontworstelen kijkt Tweety toe met de opmerking "That puddy tat has turned into an awful stinker!". Het hoge gekus van Pepé is nog net te horen op het moment dat de "That's all, Folks!" leader in beeld verschijnt.